# Mary Fauche
Mary Fauche, geb. Tomkison (* 19. März 1801 in Soho, Middlesex; † 27. September 1875 in Brighton), war eine britische Sängerin und Komponistin.

## Leben und Schaffen
Mary Tomkison war eine Tochter des Klavierfabrikanten Thomas Tomkison (ca. 1762–1853) aus dessen Ehe mit Mary Tomkison geb. Dolling. Beide hatten am 28. Juni 1800 in der St Anne’s Church in Soho geheiratet.
Bereits 1823, mit 22 Jahren, erlangte sie größere Bekanntheit, als ihre Oper The Shepherd King, or the Conquest of Sidon im Londoner Lyceum Theatre zur Uraufführung gelangte.
Am 25. April 1825 heiratete sie in der St Pancras Old Church im Londoner Stadtteil Camden Gaspard Adolphus Fauche (* 1797 in Hamburg; † Dezember 1857 in Brighton), einen Sohn des Schweizer Buchhändlers und Verlegers Pierre François Fauche (1763–1814), der längere Zeit in Hamburg und später in Paris tätig war.
Gaspard Adolphus Fauche war ab 1825 britischer Vize-Konsul in Santa Marta in Kolumbien und wurde am 10. Juni 1828 Konsul in Charleston, der damaligen Metropole der Südstaaten der USA. Am 5. Januar 1830 wurde er zum Konsul in Ostende ernannt und am 30. Juni 1841 pensioniert.
Schon in ihrer Jugend gehörte Mary Fauche zum Freundeskreis der Schriftstellerin Frances Trollope (1779–1863) und deren Sohn Thomas Adolphus Trollope (1810–1892), der in seinem Tagebuch notierte, Mary Fauche sei einer der schönsten Frauen, die er je gesehen hat. 1834 traf er sie in Ostende wieder und schrieb darüber:

„There I was most kindly and hospitably received by Mr. Fauche, the English consul, and his very lovely wife. Mrs. Fauche had been before her marriage one of my mother’s cohort of pretty girl friends, and was already my old acquaintance. She was the daughter of Mr. Tomkisson [!], a pianoforte manufacturer, who had married the daughter of an Irish clergyman. Their daughter Mary was, as I first knew her, more than a pretty girl. She was a very beautiful and accomplished woman, with one of the most delicious soprano voices I ever heard.“

„Dort wurde ich von Mr. Fauche, dem englischen Konsul, und seiner überaus liebenswürdigen Frau sehr entgegenkommend und gastfreundlich empfangen. Mrs. Fauche war vor ihrer Heirat eine der hübschen Freundinnen meiner Mutter gewesen und war bereits eine alte Bekannte von mir. Sie war die Tochter von Mr. Tomkisson, einem Klavierhersteller, der die Tochter eines irischen Geistlichen geheiratet hatte. Ihre Tochter Mary war, als ich sie kennenlernte, mehr als ein hübsches Mädchen. Sie war eine sehr schöne und gebildete Frau mit einer der köstlichsten Sopranstimmen, die ich je gehört habe.“

An anderer Stelle bemerkte Trollope über seine Reise nach Ostende:

„Consul Fauche’s hospitable door was always open to me, and there was usually sure to be something pleasant going on within it—very generally excellent music. I have already spoken of Mrs. Fauche’s charming voice. Any pleasant English, who might be passing through, or spending the bathing season at Ostend, were sure tob e found at the consul’s—especially if they brought voices or any musical dispositions with them. But Mary Fauche herself was in those days a sufficient attraction to make the whitest-stone evening of all, that when no other visitor was found there.“

„Konsul Fauches gastfreundliche Tür stand mir immer offen, und es war ständig etwas Angenehmes los – hauptsächlich ausgezeichnete Musik. Ich habe bereits von Mrs. Fauches bezaubernder Stimme gesprochen. Jeder nette Engländer, der auf der Durchreise war oder die Badesaison in Ostende verbrachte, war mit Sicherheit beim Konsul anzutreffen – besonders, wenn er Stimmen oder musikalische Veranlagung mitbrachte. Doch Mary Fauche war damals selbst eine ausreichende Attraktion, um den glanzvollsten Abend von allen zu gestalten, wenn kein anderer Besucher dort war.“

Der Dichter William Plomer verarbeitete Trollopes Erinnerungen später in seinem Gedichtzyklus The Naiad of Ostend; or, a Fatal Passion. Dort heißt es an einer Stelle:
Madame B., in yellow silk,

Fingering the spinet,

Mary Fauche, the Consul’s wife, 

Singing like a linnet.

## Wiederentdeckung
Mary Fauche war lange Zeit völlig vergessen. Am 26. April 2023 erlebte jedoch ihre Oper The Shepherd King in London eine erfolgreiche Wiederaufführung unter der Leitung des Dirigenten Stephen Higgins.

## Familie
Mary Fauche hatte drei Kinder:
- George Dundas Fauche (* 1827; † 20. November 1843 in Paris),[11]
- Marie Agnes Fauche (* 24. Dezember 1829 in Honfleur),
- Leopoldine Blanche Emily Fauche (* 16. Juli 1831 in Ostende; † 18. November 1878 in Victoria, Australien). Sie heiratete den Juristen Dr. Richard Bunce (* 19. Dezember 1819 in Nantes; † 29. März 1885 in Ballarat, Australien),[12] der in Ballarat auch als Coroner tätig war.[13]

## Werke (Auswahl)
- The Shepherd King, or the Conquest of Sidon, handschriftlicher Klavierauszug in der Boston Public Library (Digitalisat)